# Robert Rafailovics Falk
Robert Rafailovics Falk (oroszul: Роберт Рафаилович Фальк) (Moszkva, 1886. október 27. – Moszkva, 1958. október 1.) zsidó származású orosz festő, aki modern avantgárd irányba indult, majd a Sztálin vezette Szovjetunióban visszafogott posztimpresszionista festővé vált, „az orosz tavasz” beköszönte után az orosz avantgárd egyik elindítóját tisztelték benne. A jiddis nyelvű színház művésze és szervezője.

## Életpályája
Ügyvéd családban született. Képzőművészetet magánstúdiókban és a moszkvai képzőművészeti főiskolán tanult, jeles mesterei voltak, köztük Valentyin Alekszandrovics Szerov. Falk 1909-ben megnősült, megkeresztelkedett, nevet is változtatott, de az 1917-es októberi orosz forradalom után visszavette régi nevét.
1910-ben alapított egy művészeti egyesületet Káró bubi néven. Ezen egyesületbe először a moszkvai művészeket hívta Falk, majd a szentpétervári és más városok művészeit is. Kiállításokat rendeztek, amelyeken a hazaiak mellett francia és német művészek is kiállították munkáikat. Az egyesület retrospektív kiállítása 1927-ben volt a Tretyjakov Galériában. Közben Falk 1911-ben Olaszországban járt tanulmányúton.
1918-1928 közt a Moszkvában a művészeti akadémián tanított, 1921-től Vityebszkben is. Egészen 1928-ig sokat dolgozott, mint díszlettervező a Moszkvai Állami Zsidó Színházban és vidéki városok zsidó színházaiban is. 1928-38 közt Franciaországban élt és alkotott, 1938-ban tért haza Moszkvába, bejárta a Krím-félszigetet és Közép-Ázsiát.
Tájképeket, portrékat és csendéleteket festett. Mind festményei, mind művészeti írásai visszafogottak voltak a körötte uralkodó politikai légkörnek megfelelően. Az 1940-es években így is bírálták 'formalizmusa' miatt. A második világháború idején Baskíriába és Szamarkandba evakuálták (1941-43).
1953 után, a poszt-sztálini korszakban nagy tiszteletnek örvendett főleg a fiatal képzőművészek körében, egy új avantgárd hullám elindítójává vált az ő művészete is. Moszkvában érte a halál, a moszkvai Kalitnyikovszkaja temetőben helyezték örök nyugalomra.

## Fordítás
- Ez a szócikk részben vagy egészben a Фальк, Роберт Рафаилович című orosz Wikipédia-szócikk ezen változatának fordításán alapul.  Az eredeti cikk szerkesztőit annak laptörténete sorolja fel. Ez a jelzés csupán a megfogalmazás eredetét és a szerzői jogokat jelzi, nem szolgál a cikkben szereplő információk forrásmegjelöléseként.